# باول هوفمان (كاتب)
باول هوفمان (بالإنجليزية: Paul Hoffman)‏ هو صحفي وكاتب أمريكي، ولد في 1956.